# Capsicum hookerianum
Capsicum hookerianum là loài thực vật có hoa trong họ Cà. Loài này được (Miers) Kuntze mô tả khoa học đầu tiên năm 1891.